# Maupertus-sur-Mer
Maupertus-sur-Mer é uma comuna francesa na região administrativa da Normandia, no departamento Mancha. Estende-se por uma área de 3,41 km². Em 2010 a comuna tinha 228 habitantes (densidade: 66,9 hab./km²).